# Намбе (Нью-Мексико)
Намбе (англ. Nambé Pueblo) — переписна місцевість (CDP) в США, в окрузі Санта-Фе штату Нью-Мексико. Населення — 1818 осіб (2010).

## Географія
Намбе розташований за координатами 35°53′54″ пн. ш. 105°58′0″ зх. д. / 35.89833° пн. ш. 105.96667° зх. д. (35.898417, -105.966677).  За даними Бюро перепису населення США в 2010 році переписна місцевість мала площу 22,52 км², уся площа — суходіл.

## Демографія
Згідно з переписом 2010 року, у переписній місцевості мешкало 1818 осіб у 778 домогосподарствах у складі 500 родин. Густота населення становила 81 особа/км².  Було 842 помешкання (37/км²).
Расовий склад населення:
| - 26,6 % — корінних американців - 25,7 % — білих - 0,6 % — чорних або афроамериканців - 0,6 % — азіатів - 0,1 % — вихідців з тихоокеанських островів - 38,4 % — осіб інших рас |

До двох чи більше рас належало 8,0 %. Частка іспаномовних становила 56,7 % від усіх жителів.
За віковим діапазоном населення розподілялося таким чином: 23,2 % — особи молодші 18 років, 60,5 % — особи у віці 18—64 років, 16,3 % — особи у віці 65 років та старші. Медіана віку мешканця становила 43,0 року. На 100 осіб жіночої статі у переписній місцевості припадало 96,5 чоловіків;  на 100 жінок у віці від 18 років та старших — 98,6 чоловіків також старших 18 років.
Середній дохід на одне домашнє господарство  становив 67 078 доларів США (медіана — 47 266), а середній дохід на одну сім'ю — 82 905 доларів (медіана — 62 917). Медіана доходів становила 53 333 долари для чоловіків та 41 563 долари для жінок. За межею бідності перебувало 17,5 % осіб, у тому числі 24,3 % дітей у віці до 18 років та 6,1 % осіб у віці 65 років та старших.
Цивільне працевлаштоване населення становило 714 особи. Основні галузі зайнятості: науковці, спеціалісти, менеджери — 23,8 %, освіта, охорона здоров'я та соціальна допомога — 17,6 %, публічна адміністрація — 16,0 %.